# Otherside of the Game
Otherside of the Game è un brano musicale soul della cantautrice statunitense Erykah Badu, scritto dalla stessa e prodotto da James Poyser dei The Roots per l'album di debutto dell'artista, Baduizm. Il brano è stato pubblicato come terzo singolo estratto dall'album, ma non ha avuto successo in nessuna classifica ed è entrato solo in quelle dedicate al passaggio radiofonico.

## Video
Il videoclip del brano è introdotto dalla scritta "a story by Erykah Badu" (una storia di Erykah Badu), come negli altri video dell'artista, ed è girato in unico piano sequenza. Il video è incentrato sul momento di una giornata del rapporto tra la cantante e il suo fidanzato, interpretato da André 3000 degli Outkast, al tempo fidanzato nella vita reale di Badu. Il video si apre con una fotografia blu mentre la camera sale le scale di un interno, per poi passare a una fotografia con luce naturale quando la camera entra nell'appartamento della coppia. Durante l'intro strumentale i movimenti di macchina mostrano l'arredamento dell'appartamento, in cui sono presenti vari strumenti come un contrabbasso e un pianoforte, e un poster di Miles Davis. Quando inizia la prima strofa appare la cantante, mentre si alza dal letto, e successivamente viene mostrato anche il compagno, mentre sta ancora dormendo. La cantante si dirige in bagno per poi essere raggiunta dal compagno, che entra nella doccia. Mentre la coppia gironzola nell'appartamento, il ragazzo apre la porta per ricevere un pacco postale che contiene dei soldi, probabilmente ottenuti in maniera illegale, come suggerisce il testo della canzone. Successivamente si sente squillare il cercapersone del ragazzo, che si appresta ad uscire. Prima di lasciare la casa Andre 3000 saluta la cantante e si inginocchia per sentire il battito del bambino che Badu porta in grembo, e in questa scena l'audio si sospende per lasciare posto a un battito di cuore. Andre 3000 accende la radio e inizia l'audio della traccia Rimshot, tratta dall'album Baduizm, e la cantante rimane sola nell'appartamento, mostrano evidente preoccupazione per la sorte dell'amato. Badu chiude le tende, spegne la musica, e a questo punto riparte l'audio di Otherside of the Game, e si accascia sul letto togliendosi il turbante, mostrando la sua capigliatura rasta.

## Classifiche
| Classifica (1997)                     | Posizione |
| ------------------------------------- | --------- |
| USA Billboard Hot R&B/Hip-Hop Airplay | 14        |